# Бријокур (Горња Марна)
Бријокур (фр. Briaucourt) насеље је и општина у североисточној Француској у региону Шампањ-Арден, у департману Горња Марна која припада префектури Шомон.
По подацима из 2011. године у општини је живело 194 становника, а густина насељености је износила 20,49 становника/km². Општина се простире на површини од 9,47 km². Налази се на средњој надморској висини од 275 метара.

## Демографија
| 1962. | 1968. | 1975. | 1982. | 1990. | 1999. | 2011. |
| ----- | ----- | ----- | ----- | ----- | ----- | ----- |
| 127   | 139   | 119   | 157   | 207   | 201   | 194   |

График промене броја становника у току последњих година